# Grotta di Sant'Angelo (Santeramo in Colle)
La grotta di Sant’Angelo è una grotta naturale di origine carsica situata nel parco nazionale dell'Alta Murgia, nel territorio del comune di Santeramo in Colle, in Puglia.
Al suo interno sono presenti graffiti e affreschi risalenti all'Alto Medioevo e al XIII secolo, le cui interpretazioni e valutazioni sono ancora in corso. Il sito è attualmente al centro di progetti di recupero e ricerca.

## Storia
L’Alta Murgia presenta un territorio arido, caratterizzato dalla presenza di roccia e terreni calcarei nella parte sud e da terreni calcarei-argillosi a nord. Difatti, il territorio a sud è sempre stato prevalentemente selvatico, mentre quello a nord è stato impiegato per la coltivazione sin dall'epoca preistorica.

La prima citazione dell’esistenza di Santeramo in Colle e della grotta di Sant'Angelo sono state rinvenute all'interno di un documento risalente al 1136.

Essendo il territorio murgiano una zona carsica, la ricerca di fonti d'acqua era fondamentale. La grotta divenne un punto di riferimento sul territorio per pellegrini e viaggiatori, nonostante la posizione isolata e impervia, per via della presenza d'acqua nelle sue vicinanze. Un'altra motivazione potrebbe essere il fatto che la strada congiungente la città di Bitetto a Santeramo in Colle, dove si trova la grotta di Sant'Angelo, univa l'Appia Traiana all'Appia Antica.

La grotta ha segnato, dal XII al XIII secolo, il confine tra varie contee e la zona di Acquaviva delle Fonti. Per via di questa posizione strategica è possibile trovare riferimenti alla grotta in vari documenti risalenti alla confinazione federiciana di Altamura.

Attraverso una prima analisi dei graffiti rinvenuti all'interno della grotta, è stato possibile un tentativo di ricostruzione della sua storia.
È stato ipotizzato che questa fosse un luogo di culto delle acque fin dall'epoca preclassica. Nell'Alto Medioevo diventò un luogo di culto cristiano dedicato all'arcangelo Michele.

L'attività del sito si è protratta fino a buona parte del Basso Medioevo, per poi cessare quasi del tutto.

Territorio delle Murge circostante alla grotta
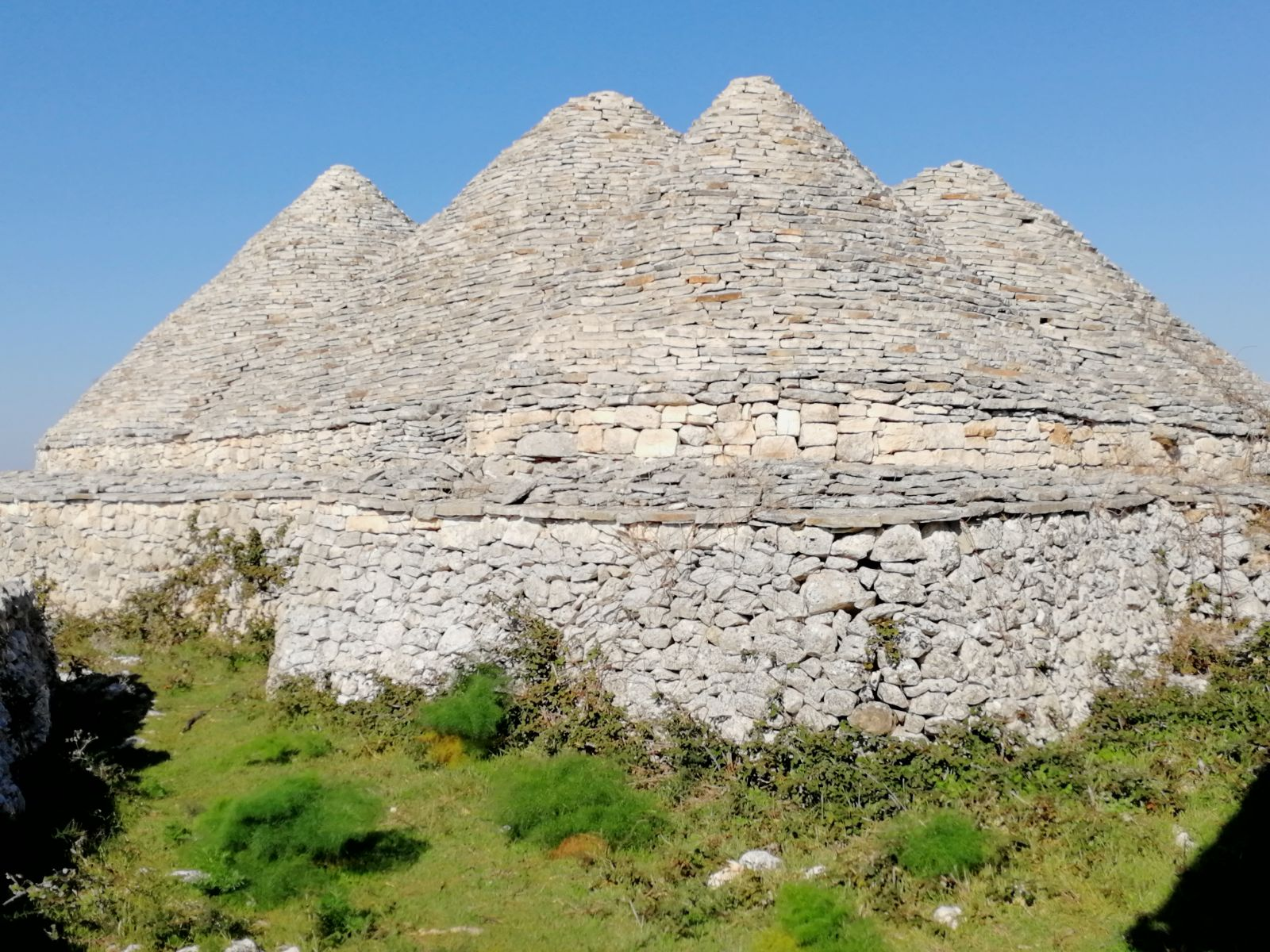
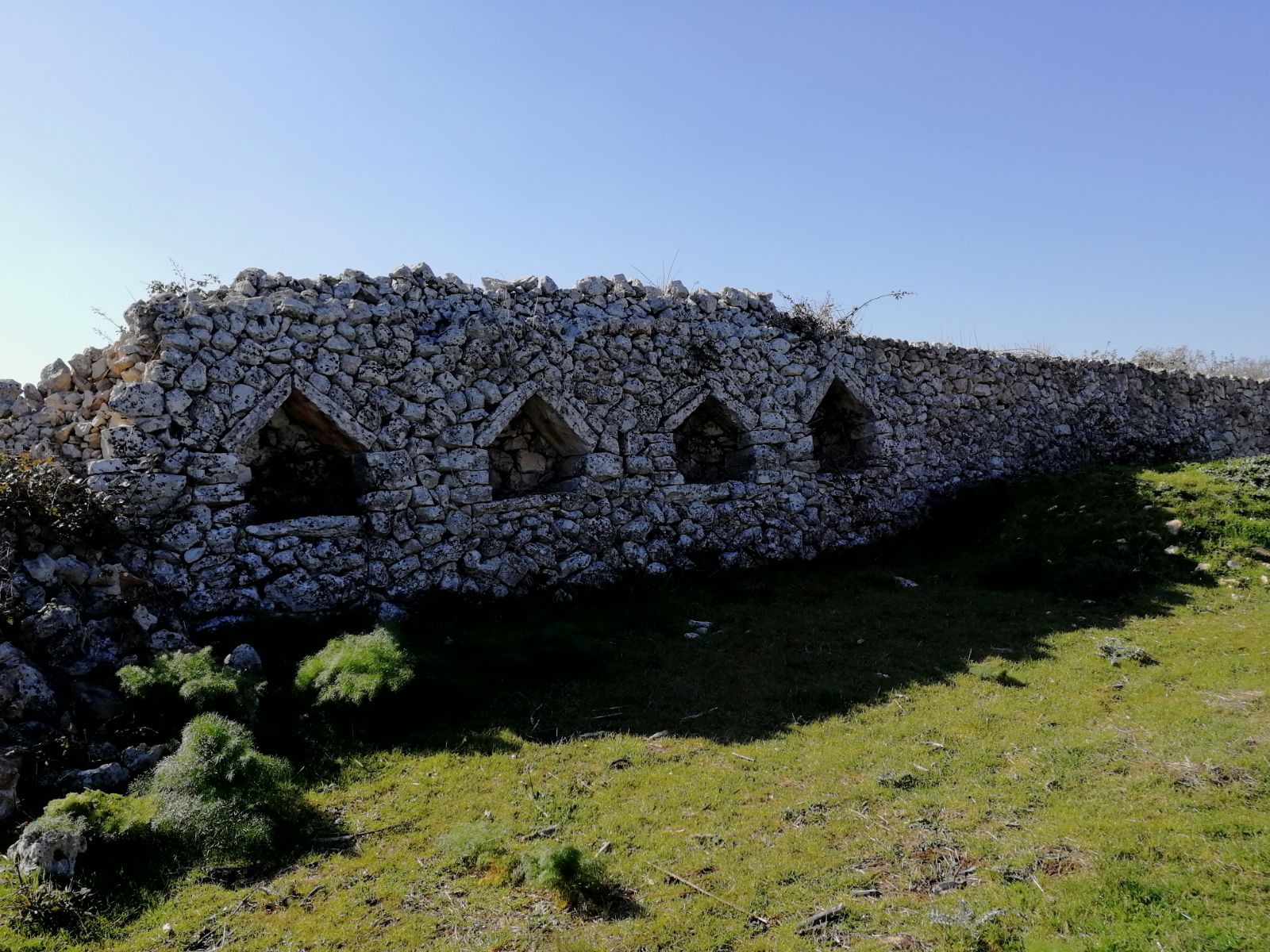
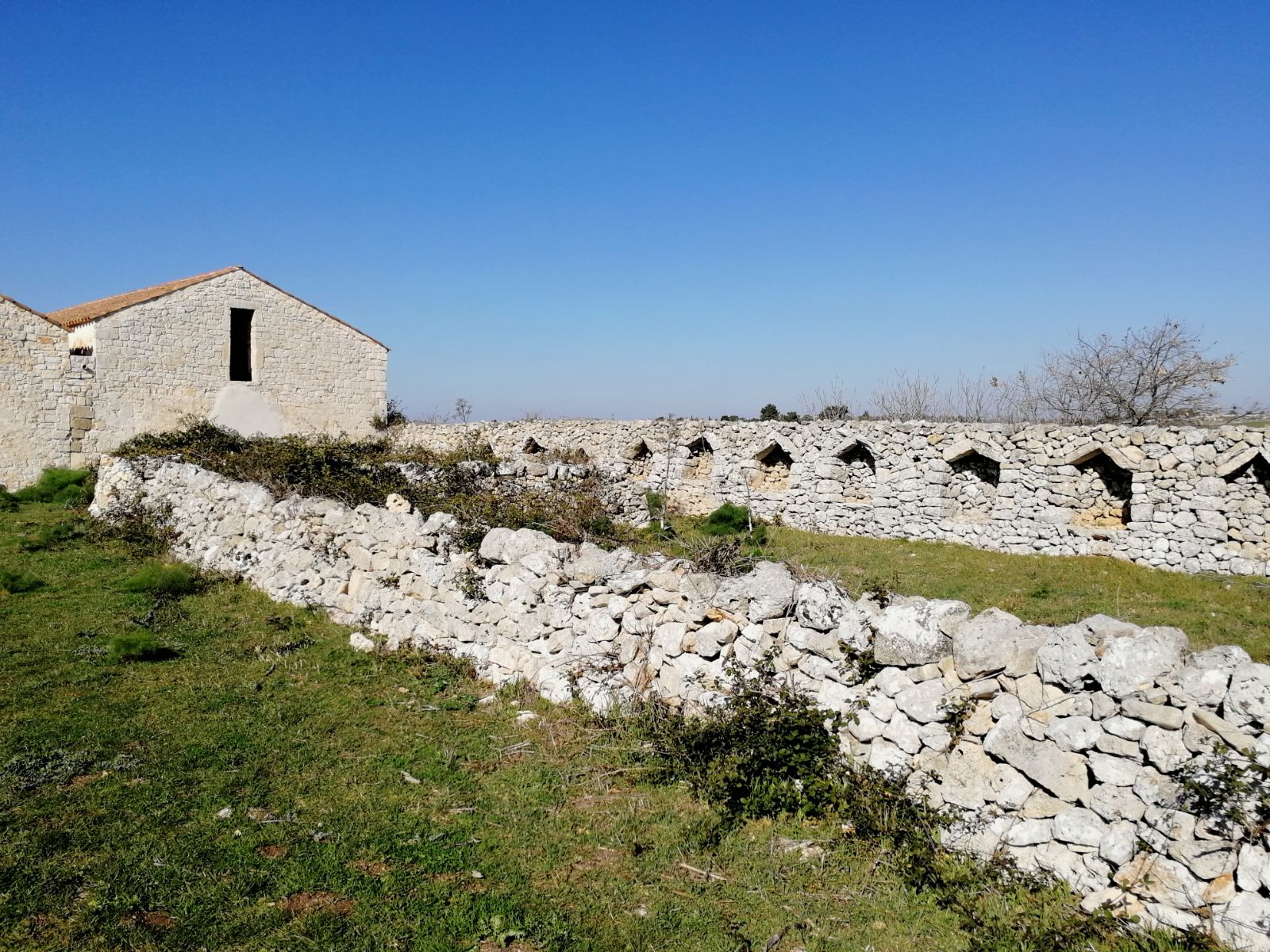

## Struttura interna
La grotta è nata grazie all'azione di un intenso fenomeno di carsismo. L’unico intervento strutturale realizzato dall'uomo è il repositorium: una nicchia a fondo piano chiusa da un arco a tutto sesto, sostenuto da semicolonne con capitello tronco piramidale e pulvini “a libro”.

Data l'assenza di elementi per datarlo, lo studio del repositorium ha portato gli studiosi a tre possibili ipotesi sulle sue origini ed influenze: quella proto-bizantina, quella longobarda e quella romanica.
Si è pensato ad influenze proto-bizantine per via dei capitelli tronco piramidali e la presenza dell’arco a tutto sesto, ma quest’ultimo è anche presente nel periodo altomedievale e in ambiente longobardo, rendendo plausibile la seconda ipotesi.
Trovandosi la grotta in un ambiente rurale del Sud Italia, sarebbe corretto considerare la possibilità che l'arco sia stato realizzato in seguito. A sostenere questa ipotesi è la presenza dei pulvini “a libro”, tipici delle architetture rurali pugliesi del periodo bassomedievale.

## Graffiti
Le prime segnalazioni della presenza di graffiti all'interno della grotta sono state fatte nel 1975 da Mons. Ignazio Fraccalvieri.
Molte di queste incisioni rappresentano croci di Sant'Andrea: per questo si è dedotto che la grotta fosse un punto di passaggio per pellegrini e devoti. Nonostante siano ancora in atto studi per l’interpretazione e catalogazione di questi graffiti, sono state avanzate diverse ipotesi.
Una di queste vuole che le croci fossero un atto di fede e devozione religiosa; un'altra contempla anche la possibilità che fossero usate come affermazione d’identità. Nel medioevo, infatti, era raro che il comune cittadino sapesse scrivere. Per questo motivo le croci venivano utilizzate anche come firme.

### Le croci
Effettuare la datazione precisa di ogni croce presente all'interno della grotta è stato considerato irrealistico, data la grande quantità di graffiti presenti e la mancanza di documenti e fonti certe.
È stato possibile approssimare il periodo storico in cui esse sono state incise attraverso l’osservazione e lo studio della disposizione, delle forme e delle dimensioni.

#### Croce nello scudo
Il graffito rappresenta una croce inscritta in uno scudo. La forma di quest'ultimo ha permesso di poter facilmente datare la sua realizzazione.
Questa non appare come una forma consueta tra quelle studiate dall'araldica, ma risulta un incontro tra lo scudo circolare, tipico nel periodo dell’Alto Medioevo, e quello a punta, dell’età romanica.

È stato quindi possibile collocare questo graffito nell'arco temporale tra queste, ovvero tra fine del XI e gli inizi del XII secolo.

#### Croce monogrammatica
Nel sito sono state rinvenute almeno cinque di queste croci, con forme e dimensioni diverse. Si ritiene che questa tipologia di croci si sia diffusa a Roma tra la seconda metà del IV secolo e il V secolo. Basandosi su questa teoria è stato possibile collocare approssimativamente la loro realizzazione intorno al IV secolo, quindi ipotizzare il periodo di attività del culto religioso cristiano in quel determinato periodo.

#### Croce nel quadrato
La simbologia della croce nel quadrato è legata alla teoria per cui l’uomo può essere inscritto in un quadrato perfetto. La rappresentazione di una croce all'interno di un quadrato  vuole rappresentare l’identificazione del credente nelle sofferenze che Cristo ha dovuto patire sulla croce per espiare i peccati dell’uomo.
Si riferisce quindi a uno dei principi base del cristianesimo, l'identificazione del fedele nella sofferenza di Cristo.

### L’esagono
Questo graffito ha scatenato controversie tra gli studiosi, per via del duplice e contrastante possibile significato.

L’esagono è composto da 6 triangoli isosceli, che presi singolarmente sono il simbolo geometrico della proporzione, divinità e dell’armonia; allo stesso tempo, se nell'esagono vengono prolungati i lati, si forma la stella di David, ovvero il sigillo di Salomone.

Inoltre il numero sei rappresenta sia la perfezione e l’equilibrio della vita sulla terra, sia un’opposizione al Creatore. Questo non deve necessariamente far pensare a un qualcosa di sacrilego o opposto alla dottrina cristiana, ma potrebbe semplicemente essere un simbolo della ricerca di un equilibrio non divino, ma terreno.

È stato di conseguenza supposto che il graffito sia stato realizzato da un pellegrino alla ricerca di una perfezione più umana che divina.

### Il sigillo di Salomone
La stella a cinque punte è uno dei simboli tipici del periodo medioevale. Fu chiamata sigillo di Salomone perché si pensava fosse incisa sull'anello del re d'Israele. Essa rappresenta, per l’uomo dell’epoca, l’armonia universale.

In seguito, la stella diverrà simbolo di potere e per questo motivo cominciò ad essere applicata su oggetti di uso comune, dagli anelli alle cinture.

Interpretazioni più recenti vedono le cinque punte della stella come un rimando allegorico alle cinque piaghe di Cristo.

### La nave
Gli studiosi hanno supposto si tratti di un graffito realizzato da un pellegrino giunto, o in partenza, con una nave.

La nave rappresentata nel graffito è sicuramente nordica, e lo si riconosce dalla punta della prua a forma di drago e della struttura delle vele chiaramente riconducibili ai normanni.

### Iscrizioni
All'interno della grotta di Sant'Angelo è presente un elevato numero d'iscrizioni. Nonostante le difficoltà di comprensione causate dalla scarsa alfabetizzazione dei pellegrini che lasciarono questi segni, è stato possibile risalire orientativamente ai periodi storici e ai significati.

#### Christòs charìzetai (tois) christianòis
È ricorrente per tutta la grotta l’accostamento di raggruppamenti di tre croci di Sant'Andrea.
Queste possono essere interpretate come chi greche, ovvero le iniziali dei vocaboli contenuti nella frase greca:
Tale iscrizione può essere interpretata in due modi. Potrebbe essere tradotto con Cristo concede grazie ai Cristiani nel caso si trattasse di un’asserzione, oppure come Cristo, concedi grazia ai Cristiani nel caso si trattasse di un’invocazione.
Si tratta comunque di conferma dell’importanza che ha ricoperto la grotta come punto di riferimento religioso nel passato.

#### Iscrizione di origine bizantina
Questa iscrizione è stata un importante testimonianza che ha permesso di dedurre la presenza e il passaggio dei bizantini per questa grotta.

Nella parte dell'iscrizione che precede +PG è presente la versione greca della parola latina memento.
L'iscrizione prosegue con la rappresentazione di una croce, seguita dal monogramma pg, di cui non si è ancora risaliti al significato.

#### I dueMemento Domine
Il Memento Domine è un’invocazione tipica del culto religioso cristiano, ovvero “Ricordati, Signore”.

L’invocazione si riferiva solitamente a colui che la scriveva, ed eventualmente alla sua famiglia. Altri esempi di questa iscrizione sono stati rinvenuti nelle grotte rupestri pugliesi.

Uno dei due Memento Domine incisi nella grotta si presenta nella forma:
Questa è l’invocazione più comune che è possibile rinvenire in forma scritta. Nei dipinti veniva spesso accompagnata dal nome del fedele che ha realizzato il dipinto, mentre è raro rinvenirla nei graffiti; il devoto pellegrino, sentendosi osservato e vegliato dal Signore durante il suo viaggio, non sente l’esigenza di firmarsi ed identificarsi ai suoi occhi.

Un'altra omonima invocazione è presente all'interno della grotta, ma con un dettaglio che ancora oggi non permette una chiara interpretazione:
Al di sotto della scritta mem(en)to d(omine) è presente l’iscrizione m<a>me.
Sono state avanzate due ipotesi riguardo a questa scritta:
potrebbe sia trattarsi di una erronea dicitura di domine, sia di un riferimento a qualcosa che ancora non è stato ancora compreso. All'interno della grotta, infatti, è stato trovato il monogramma MA.

Non è ancora stato possibile ricollegare questo MA al m<a>me presente nella riga inferiore del secondo memento domine, quindi l’interpretazione effettiva di questa seconda iscrizione resta tutt'oggi oggetto di studio.

#### Bella Bella
Questa iscrizione, collocabile nel XV secolo per via dei tratti calligrafici umanistici, è stata realizzata da una donna firmatasi "Bella Bella".
L'iscrizione, distribuita su sette righe, riporta:
dai

mali me

a no

me

bella

bella»
Interpretata da Caprara, risulta essere una delle ultime realizzate nella grotta.

## Affreschi
L'azione erosiva, dovuta al fenomeno carsico e al microclima particolare presente nella grotta, continua a danneggiare gli affreschi, che nonostante questo restano al momento visibili e valutabili.

### Cornice
All'entrata della grotta si trovano esigui resti di quello che doveva essere l'affresco di una cornice rossa colorata all'interno di giallo.

### Il pesce
Alla sinistra della cornice, è presente un affresco decentrato di un pesce. Questo è uno dei più grandi frammenti di affresco conservati all'interno della grotta. Ne è rimasta visibile la pinna dorsale e parte della testa.

La scelta di porre il pesce in quella posizione è stata interpretata come un auspicio di rinascita spirituale dell'uomo, in quanto nell'arte paleocristiana il pesce era considerato simbolo del sacrificio e rinascita di Cristo.

### La discesa dello Spirito Santo
Oltre la porta d'accesso si trova il soffitto a volta, decorato da un affresco che rappresenta la discesa dello Spirito Santo. Questo presenta, nel centro, la figura di una colomba dalle ali chiuse con un’aureola.

La colomba così rappresentata è un'allegoria legata alla tradizione cristiana, usata per rappresentare lo Spirito Santo.

### Cristo Pantocratore
L'affresco del Cristo Pantocratore si trova su una lunetta della struttura absidale. Il Cristo è rappresentato su un trono, sorretto da un baldacchino. Sono inoltre presenti delle colonne di colore rosso e una tenda decorata con gigli ornamentali.

La prima foto di questo affresco mostra dettagli andati in seguito perduti, tra cui il volto di Cristo e una S disegnata sul suo braccio. Restano visibili i capelli, la bocca, parte della barba e l'aureola giallo ocra. Il pantocratore indossa un velo azzurro che copre quasi interamente la tunica porpora, visibile soprattutto per via delle maniche che sporgono dal velo.

Oltre al Cristo sono presenti sei apostoli, di cui solo tre sono riconoscibili: Giacomo, Giovanni e Simone.

L'erosione del volto del Cristo ha rivelato la presenza di un altro Cristo Pantocratore nello stato più profondo della roccia.
È stato ipotizzato che il pantocratore dello strato superficiale fosse stato realizzato per rinnovare l'ormai deteriorato precedente.

Il volto di questo sembra essere più esteso di quello presente nello strato superficiale: presenta difatti un’aureola e una parte del volto di dimensioni maggiori.

Entrambi hanno un libro nella mano sinistra, i cui caratteri hanno permesso di collocare temporalmente la loro realizzazione.

Si ipotizza che il pantocratore dello strato più profondo sia stato dipinto tra il XII e il XIII secolo, mentre quello dello strato superficiale tra il XIII e il XIV secolo.

### Arcangelo Michele che trafigge il drago
Nelle vicinanze della porta d'entrata, ove è presente l'affresco della cornice, l'erosione ha rivelato la presenza di frammenti di un affresco preesistente che raffigura l'arcangelo Michele nell'atto di trafiggere un Drago con la sua lancia.

Sono ancora visibili le ali rosse del drago, tracce dei capelli e dell'aureola, e la mano sinistra dell'arcangelo che sorregge un globo. Si delineano inoltre i tratti del drago, raffigurato con le sembianze di un cane per la parte superiore e quelle di un serpente nella parte inferiore del corpo.

La grotta, essendo meta dei viaggi di purificazione dei pellegrini, presenta questo disegno nelle vicinanze dell'entrata come a raffigurare la forza purificatrice della grotta e del suo protettore, Michele, che qui sconfigge il male, rappresentato dal drago.

## Recupero e valorizzazione
La prima segnalazione della presenza di graffiti e affreschi all'interno della grotta, avvenuta nel 1975, non richiamò particolari attenzioni.

Per trent'anni la grotta restò ignorata fino a quando il dott. Giuseppe Fiorentino, con la sua dissertazione di laurea, riportò l'attenzione sull'importanza e sul valore storico-culturale della grotta.

Nel 2004 viene realizzata una perlustrazione con lo scopo di effettuare una prima vera analisi dei graffiti e delle iscrizioni. In seguito al sopralluogo viene riconosciuta l'importanza di questa grotta, in quanto uno dei primari centri di culto micaelico dell'antica Apulia.

Dal 20 al 26 agosto 2005, venne realizzata una campagna di ricerca più approfondita sull'intera struttura, inclusi graffiti e dipinti.

### Centro visite
Sabato 7 giugno 2025 è stato inaugurato il Centro Visite della Grotta di Sant'Angelo gestito dall'Archeoclub d'Italia "don Ignazio Fraccalvieri" di Santeramo in Colle.